# Juicio a Keiko Fujimori
El juicio a Keiko Fujimori es el proceso judicial iniciado el 1 de julio de 2024 contra la lideresa del partido Fuerza Popular (FP), Keiko Fujimori, en el marco del denominado «Caso Cócteles», por los presuntos delitos de organización criminal, lavado de activos, obstrucción a la justicia y falsa declaración en procedimiento administrativo. Para el juicio, el Ministerio Público se basó en las aportaciones de las campañas electorales de 2011 y 2016, y citó a más de mil testigos para comprobar la veracidad de los delitos.

## Antecedentes
Los antecedentes del Caso Cócteles ocurrieron en 2016, cuando se investigó a Keiko Fujimori y a su por entonces esposo, Mark Vitto Vilanella, por los cócteles y rifas que organizó el partido Fuerza 2011, posteriormente llamado Fuerza Popular, para financiar su campaña presidencial. Al año siguiente el empresario Marcelo Odebrecht afirmó haber aportado en campañas de Keiko Fujimori y otros candidatos como Ollanta Humala. El portal IDL-Reporteros reveló los aportes de los empresarios a la campaña presidencial.
En 2021, la Fiscalía de la Nación presentó una denuncia contra Keiko Fujimori y 53 acusados, noticia que fue cubierta por los medios de comunicación nacionales.
En 2023, Keiko Fujimori se divorció de Mark Vito. Antes de iniciar el juicio, Fujimori se limitó a decir que su relación es de «amistad y respeto eternos».

## Acontecimientos

### 1-2 de julio de 2024
El 1 de julio dio comienzo el juicio oral a las 9 de la mañana. Se constató, al momento del ingreso a la Corte Superior de Justicia, que el fiscal José Domingo Pérez llevó un chaleco antibalas a la vez que Mark Vito, expareja de Fujimori, fue captado besándose con Sofía Chirinos, su nueva pareja.
En el transcurso de la audiencia, las defensas de 5 de los 46 acusados presentaron recursos de nulidad bajo el argumento que la acusación fiscal presentaba irregularidades, por lo que solicitaron que se debía regresar al juzgado de investigación preparatoria para que dichas irregularidades sean subsanadas. Sin embargo, los jueces declararon improcedentes dichas solicitudes procediéndose a la instalación del juicio oral. Además, se declaró como reos contumaces a Juan Luna Frisancho, Ítalo Pachas Quiñones, Melissa Keiko Sasaki y a Luis Barboza Dávila por no presentarse al inicio del juicio oral, resolviéndose su captura nacional e internacional y se dispuso que el Instituto de Medicina Legal del Ministerio Público realice evaluaciones médicas a Luis Alberto Mejía Lecca, Vicente Silva Checa y Efraín Goldenberg Schereiber. Tras ser presentados recursos de reposición por parte de los abogados de los acusados, se decidió no ordenar la captura de Barboza Dávila sin quitarle la condición de reo contumaz. Por su parte, se dejó sin efecto la declaratoria de reo contumaz de Sasaki tras conectarse de manera virtual a la audiencia.
La audiencia continuó al día siguiente. El fiscal José Domingo Pérez aseguró que Mark Vito había recibido 160 000 dólares en efectivo en nombre de la empresa Rassmuss y que habría aceptado la suma de dinero en representación de la lideresa de Fuerza Popular.

### 9-10 de julio de 2024
El Tercer Juzgado Penal Colegiado Nacional inició la audiencia para los alegatos el 9 de julio y dejó para el día siguiente la intervención de los abogados de los acusados.

### 15 de julio de 2024
Christian Salas Beteta, abogado de Fuerza Popular, citó a Jaime Villanueva, exasesor de confianza de la exfiscal Patricia Benavides, como testigo en el juicio argumentando que, a través de Villanueva, «probaremos que este caso ha sido generado indebidamente». Esto partiendo de las declaraciones de Villanueva de un presunto direccionamiento del caso por parte de Gustavo Gorriti, de IDL-Reporteros. Sin embargo, Luis Capuñay, abogado de Villanueva, declaró ante RPP que su patrocinado no contaba con información respecto a la «generación del caso». Villanueva, por su parte, declaró que iba a presentarse como testigo ya que «es parte de la colaboración que tengo con la justicia. Estoy colaborando con el esclarecimiento de todos los hechos, sin distinción alguna. No soy un operador político. Si el Poder Judicial tiene a bien citarme, yo acudiré», además de mencionar que sus declaraciones comprendían desde el momento que el fiscal Pérez asumió el caso y no de los inicios del proceso.

### 19 de agosto de 2024
El Poder Judicial ha determinado que Keiko Fujimori queda exonerada, junto a coacusados, del juicio oral por el delito de obstrucción, aunque debían seguir en juicio por los presuntos delitos restantes. Esto tras la disposición del Tribunal Constitucional (TC) con respecto del caso del abogado Arsenio Oré (quien fuera acusado por el fiscal Pérez de presuntamente amenazar y/o inducir a las personas para que declaren falsamente ante el despacho fiscal). Según el fallo, el fiscal que denuncia un acto no puede ser el mismo que investiga su denuncia.

### 2 de septiembre de 2024
La defensa de Fuerza Popular formalizó a Jaime Villanueva como testigo para, según Héctor Flores (abogado de FP), «probar que en el presente caso denominado Cócteles hubo un sesgo político desde la fiscalía y fue sobredimensionado con fines de ataque político contra la presidenta del partido». El fiscal Pérez, por su parte, no se opuso al pedido.

### 6-9 de septiembre de 2024
El Poder Judicial retiró a José Domingo Pérez en la futura investigación de la campaña presidencial de 2021. La decisión fue tomada por el fiscal Rafael Vela a solicitud del fiscal Pérez, en virtud de la resolución del TC referido al caso de Arsenio Oré. Posteriormente rechazó como testigos a Patricia Benavides, su exasesor Jaime Villanueva, el expresidente Martín Vizcarra y el periodista Aldo Mariátegui, siendo Benavides, Vizcarra y Mariátegui presentados por el fiscal Pérez y Villanueva por la defensa de FP.

### 17 de septiembre de 2024
Ricardo Briceño, expresidente de la CONFIEP, fue el primer acusado en declarar. Briceño rechazó la acusación de lavado de activos presentada en su contra por la fiscalía y presentó pruebas en la línea de su argumentación rechazando, además, que fuera fujimorista. Posteriormente, Briceño solicitaría a la fiscalía que retirara la acusación en su contra debido a que su «inocencia está probada» y que el fiscal no tenía «una sola prueba para acusarme». Además, lanzó un libro llamado ¿Qué hago yo aquí?, relatando, desde su perspectiva, lo actuado en el Caso Odebrecht.

### 21 de diciembre de 2024
El TC declaró fundada en parte el habeas corpus presentada por el exdirigente de Fuerza Popular José Chlimper Ackerman, anulándose la acusación fiscal en su contra. Según el fallo, la fiscalía había vulnerado el principio de legalidad procesal del Nuevo Código Procesal Penal al incluir en la acusación fiscal hechos distintos a los expuestos durante la etapa de investigación preparatoria, lo que había afectado el derecho a la defensa de Chlimper al no permitirle conocer, de forma oportuna, los cargos que se le imputaban, siendo esto calificado como una «acusación sorpresiva». Además, el TC calificó de «irrazonable» que el juez de investigación preparatoria permitiera que la fiscalía realizara 19 subsanaciones a la acusación fiscal, afectando el principio de igualdad de armas. Finalmente, ordenó a la fiscalía presentar una nueva acusación respetando las observaciones señaladas.

### 13-21 de enero de 2025
Tras 30 audiencias judiciales, el 13 de enero de 2025, el Poder Judicial anuló el juicio al considerar que no se cumplía el principio de congruencia del proceso. El magistrado Max Vengoa reconoció que hubo un cambio de criterio y señaló que «existe el mandato general de no retrotraer una causa a etapas concluidas», pero matizó que, en este caso, se aplicarían «circunstancias extraordinarias». La sentencia del TC a favor de Chlimper fue determinante para esta decisión. Se supo que el tribunal estuvo conformado por personas cercanas al fujimorismo y se acusó al juez Víctor Zúñiga Urday de presentar nuevos cargos penales que no habían sido objeto de la investigación preparatoria de la Fiscalía. La jueza Nayko Techy Coronado Salazar emitió un voto en contra, argumentando que se violaba el debido proceso.
El fiscal Pérez presentó una apelación formal el 16 de enero de ese año. Se dio un plazo máximo hasta el 27 de enero de 2025 para aceptarla. Si no se hubiera aceptado en ese plazo, se archivarían las denuncias contra Keiko Fujimori y el juicio tendría que empezar desde cero.
La apelación se aprobó el 21 de enero, por lo que se suspendió la anulación del 13 de enero y el caso pasó a manos de la Sala Penal de Apelaciones Nacional.

## Recepción
El periodista Augusto Álvarez Rodrich señaló que el juicio a Keiko Fujimori pasó desapercibido para la ciudadanía peruana por «no generar mucho interés» en torno a su proceso.